# Silanone

Structure générique d'une silanone.

Une silanone est un composé chimique comportant une double liaison Si=O. De formule générique R1R2Si=O, ce sont des analogues organosiliciés des cétones. Ces composés sont particulièrement réactifs et n'avaient été observés jusqu'en 2013 que dans des matrices d'argon, ou en phase gazeuse mais n'avaient pu être isolés ; une silanone stable a cependant été publiée début 2014, stabilisée par la coordination directe du silicium sur le chrome et par sa protection stérique. La liaison Si=O y a une longueur de 152,6 pm, en ligne avec les estimations. Il a été décrit comme une métallosilanone cationique.
Les silanones sont instables et tendent à l'oligomérisation en siloxanes. Cette instabilité provient de la faiblesse de la liaison π avec un faible écart d'énergie HOMO-LUMO due à la superposition défavorable entre les orbitales p des atomes de silicium et d'oxygène. Une autre raison est la forte polarisation de la liaison Sið+–Oð–.